# Campeonato Sul-Americano de Atletismo Juvenil de 1976
O Campeonato Sul-Americano de Atletismo Juvenil de 1976 foi a 3ª edição da competição de atletismo organizada pela CONSUDATLE, para atletas com até 17 anos, classificados como juvenil. O evento foi realizado na cidade de Santiago, no Chile, entre 4 e 7 de novembro de 1976. Contou com a presença de aproximadamente 168 atletas de seis nacionalidades distribuídos em 31 provas.

## Medalhistas
Esses foram os resultados do campeonato. Resultados completos podem ser encontrados no site "World Junior Athletics History". 

### Masculino
| Evento                      | Ouro                        | Ouro   | Prata                 | Prata  | Bronze                    | Bronze |
| --------------------------- | --------------------------- | ------ | --------------------- | ------ | ------------------------- | ------ |
| 100 metros                  | Lincoln Neves (BRA)         | 11.1   | Oswaldo Félix (BRA)   | 11.1   | Felipe Gordillo (URU)     | 11.2   |
| 200 metros                  | José Luis Lozano (PER)      | 22.6   | Oswaldo Félix (BRA)   | 23.0   | Roberto Carter (CHI)      | 23.0   |
| 400 metros                  | Antônio Dias Ferreira (BRA) | 48.9   | Arturo Merino (CHI)   | 50.9   | José Peixoto (BRA)        | 51.6   |
| 800 metros                  | Antônio Dias Ferreira (BRA) | 1:54.3 | Arturo Merino (CHI)   | 1:54.6 | Julio Ruibert (ARG)       | 1:57.4 |
| 1 500 metros                | Cristián Castillo (CHI)     | 4:05.5 | Roger Soler (PER)     | 4:05.8 | Patricio Casassus (CHI)   | 4:06.2 |
| 110 metros barreiras        | José Luis Lozano (PER)      | 14.3   | Felipe Edwards (CHI)  | 14.6   | Sergio Faivovich (CHI)    | 14.8   |
| 300 metros barreiras        | José Luis Lozano (PER)      | 39.2   | Felipe Edwards (CHI)  | 40.0   | Franklin Biancamano (BRA) | 41.0   |
| 1.500 metros com obstáculos | Cristián Castillo (CHI)     | 4:20.6 | Luís Martins (BRA)    | 4:25.2 | Fernando Marrón (ARG)     | 4:28.3 |
| 4×100 metros estafetas      | Brasil                      | 42.9   | Chile                 | 43.7   | Argentina                 | 43.8   |
| 4×400 metros estafetas      | Brasil                      | 3:23.2 | Chile                 | 3:24.8 | Peru                      | 3:32.2 |
| Salto em altura             | Carlos Gambetta (ARG)       | 1.93   | Víctor Migliaro (CHI) | 1.90   | Andrés Badoglio (ARG)     | 1.85   |
| Salto com vara              | Carlos da Silva (BRA)       | 3.80   | Sebastián Hevia (CHI) | 3.70   | Enrique Goytizolo (PER)   | 3.60   |
| Salto em comprimento        | Roberto Freitas (BRA)       | 6.50   | Felipe Gordillo (URU) | 6.43   | Fernando Sancho (CHI)     | 6.39   |
| Salto triplo                | Luiz Favero (BRA)           | 14.20  | Roberto Freitas (BRA) | 13.60  | Héctor Eguillor (ARG)     | 13.34  |
| Arremesso de peso           | Gert Weil (CHI)             | 15.73  | José Jara (CHI)       | 15.49  | Roberto Olcese (ARG)      | 15.49  |
| Lançamento de disco         | Roberto Olcese (ARG)        | 48.66  | José Jara (CHI)       | 44.20  | Miro Ronac (PER)          | 41.22  |
| Lançamento do martelo       | Renzo Rossini (PER)         | 47.90  | Andrés Albide (ARG)   | 46.62  | Carlos Macedo (BRA)       | 45.72  |
| Lançamento do dardo         | Eduardo da Silva (BRA)      | 54.10  | Juan Garmendia (ARG)  | 52.42  | César da Costa (BRA)      | 51.86  |
| Hexatlo                     | Aníbal Díaz (ARG)           | 3563   | Juan Lagos (CHI)      | 3459   | Hugo Giménez (ARG)        | 3367   |

### Feminino
| Evento                 | Ouro                         | Ouro   | Prata                    | Prata  | Bronze                    | Bronze |
| ---------------------- | ---------------------------- | ------ | ------------------------ | ------ | ------------------------- | ------ |
| 100 metros             | Susana Perizzotti (ARG)      | 12.2   | Adriana Pero (ARG)       | 12.3   | Elizabeth Montesano (BRA) | 12.5   |
| 200 metros             | Susana Perizzotti (ARG)      | 25.0   | Adriana Pero (ARG)       | 25.1   | Pía Ábalos (CHI)          | 25.5   |
| 600 metros             | Marcela López Espinosa (ARG) | 1:33.1 | Sandra Ferreira (BRA)    | 1:37.9 | Daise de Oliveira (BRA)   | 1:39.3 |
| 80 metros barreiras    | Susana Planas (ARG)          | 12.1   | Patricia Deck (CHI)      | 12.2   | Claudia Rodríguez (ARG)   | 12.2   |
| 4×100 metros estafetas | Chile                        | 48.8   | Brasil                   | 49.0   | Peru                      | 50.1   |
| 4×400 metros estafetas | Argentina                    | 3:56.8 | Chile                    | 3:59.2 | Brasil                    | 4:01.6 |
| Salto em altura        | Ana Maria de Oliveira (BRA)  | 1.60   | Julia Araya (CHI)        | 1.60   | Lucilene Lonardoni (BRA)  | 1.55   |
| Salto em comprimento   | Claudia Benavente (CHI)      | 5.36   | Laura Rivarola (ARG)     | 5.36   | Silvia Barchetta (ARG)    | 5.27   |
| Arremesso de peso      | Patricia Guerrero (PER)      | 11.64  | Maria Cabaleiro (BRA)    | 11.13  | Cristina Madoz (ARG)      | 10.87  |
| Lançamento de disco    | Ana Gambacini (ARG)          | 37.52  | Zulema Rivera (ARG)      | 37.34  | Gloria Martínez (CHI)     | 34.58  |
| Lançamento do dardo    | Patricia Guerrero (PER)      | 44.60  | Gladys Aguayo (CHI)      | 41.84  | Neusa Trolezzi (BRA)      | 39.62  |
| Pentatlo               | Ana Maria de Oliveira (BRA)  | 3405   | Lucilene Lonardoni (BRA) | 3268   | Julia Araya (CHI)         | 3259   |

## Quadro de medalhas (não oficial)
| Ordem | País      | Medalha de ouro | Medalha de prata | Medalha de bronze | Total |
| ----- | --------- | --------------- | ---------------- | ----------------- | ----- |
| 1     | Brasil    | 11              | 8                | 9                 | 28    |
| 2     | Argentina | 9               | 6                | 10                | 25    |
| 3     | Peru      | 6               | 1                | 4                 | 11    |
| 4     | Chile     | 5               | 15               | 7                 | 27    |
| 5     | Uruguai   | 0               | 1                | 1                 | 2     |

## Participantes (não oficial)
Uma contagem não oficial produziu o número de 168 atletas de 6 nacionalidades. Lista detalhada dos resultados podem ser encontradas no site "World Junior Athletics History" 
| - Argentina (40) - Brasil (37) | - Chile (40) - Paraguai (27) | - Peru (21) - Uruguai (3) |